# Anna (Schwester der Dido)
Anna ist in der römischen Mythologie die Schwester der Dido.
Nach dem Tod ihrer Schwester, den sie unwissentlich durch die Förderung von deren Liebe zu Aeneas verursacht hat, wird sie von Iarbas aus der Heimat Karthago vertrieben.
Sie wird zunächst von Battus, dem König von Melite, freundlich aufgenommen.
Da aber Battus die Macht Pygmalions, des Bruders der Dido, fürchtet, muss Anna nach fast drei Jahren das Land verlassen.
Schließlich gelangt sie schiffbrüchig nach Latium, wo sie von Aeneas freundlich aufgenommen wird, dem sie vom Tod Didos berichtet.
Erneut muss sie flüchten, nun vor der mörderischen Eifersucht der Lavinia, der Ehefrau des Aeneas, und kommt in der Nacht zum Fluss Numicius (oder Numicus), in den sie sich stürzt und wo sie später als Nymphe des Flussgottes verehrt wird.
Bei Ovid wird sie mit der römischen Göttin Anna Perenna identifiziert.